# Liste der Kulturdenkmale in Nemsdorf-Göhrendorf
In der Liste der Kulturdenkmale in Nemsdorf-Göhrendorf sind alle Kulturdenkmale der Gemeinde Nemsdorf-Göhrendorf und ihrer Ortsteile aufgelistet. Grundlage ist das Denkmalverzeichnis des Landes Sachsen-Anhalt, das auf Basis des Denkmalschutzgesetzes des Landes Sachsen-Anhalt vom 21. Oktober 1991 durch das Landesamt für Denkmalpflege und Archäologie Sachsen-Anhalt erstellt und seither laufend ergänzt wurde (Stand: 31. Dezember 2022).
Diese Liste ist eine Teilliste der Liste der Kulturdenkmale im Saalekreis.

## Kulturdenkmale nach Ortsteilen

### Göhrendorf
| Lage                                                       | Bezeichnung | Beschreibung    | Erfassungs- nummer | Ausweisungsart | Bild |
| ---------------------------------------------------------- | ----------- | --------------- | ------------------ | -------------- | --- |
| Dorfstraße 30 (Karte)                                      | Schmiede    |                 | 094 65569          | Baudenkmal     | BW |
| Dorfstraße 39 (Karte)                                      | Gutshof     | Zimmermanns Hof | 094 65570          | Baudenkmal     | BW |
| Friedenseiche 2 Am Dorfanger (Karte)                       | Bauernhof   |                 | 094 65571          | Baudenkmal     | [[Vorlage:Bilderwunsch/code!/C:51.352373,11.655954!/D:Friedenseiche 2 Am Dorfanger,!/\|BW]]                       |
| Friedenseiche 5 In erhöhter Lage am Ende der Gasse (Karte) | Bauernhof   |                 | 094 65572          | Baudenkmal     | [[Vorlage:Bilderwunsch/code!/C:51.352848,11.655506!/D:Friedenseiche 5 In erhöhter Lage am Ende der Gasse,!/\|BW]] |
| Friedenseiche 16 Rückseite von Dorfstraße 38 (Karte)       | Portal      |                 | 094 65574          | Baudenkmal     | [[Vorlage:Bilderwunsch/code!/C:51.351416,11.654234!/D:Friedenseiche 16 Rückseite von Dorfstraße 38,!/\|BW]]       |
| Kirchstraße 1 (Karte)                                      | Kirche      | St. Nikolaus    | 094 05791          | Baudenkmal     | Weitere Bilder |

### Nemsdorf
| Lage                                                                          | Bezeichnung    | Beschreibung | Erfassungs- nummer | Ausweisungsart | Bild |
| ----------------------------------------------------------------------------- | -------------- | ------------ | ------------------ | -------------- | --- |
| Hauptstraße Ecke Bahnhofstraße (Karte)                                        | Brücke         |              | 094 65561          | Baudenkmal     | BW |
| Hauptstraße Hauptstraße/Ecke Denkmal(= Straßenname) (Karte)                   | Kriegerdenkmal |              | 094 16940          | Baudenkmal     | Kriegerdenkmal |
| Hauptstraße 17 (Karte)                                                        | Gasthof        | Zur Sonne    | 094 65562          | Baudenkmal     | Gasthof |
| Hauptstraße 43 Südlicher Ausgang des Dorfes, oberhalb der Hauptstraße (Karte) | Schule         |              | 094 65563          | Baudenkmal     | [[Vorlage:Bilderwunsch/code!/C:51.358213,11.66498!/D:Hauptstraße 43 Südlicher Ausgang des Dorfes, oberhalb der Hauptstraße,!/\|BW]] |
| Hauptstraße 50 (Karte)                                                        | Toranlage      |              | 094 16939          | Baudenkmal     | BW |
| Hauptstraße 51 (Karte)                                                        | Bauernhof      |              | 094 65564          | Baudenkmal     | BW |
| Hauptstraße 52 (Karte)                                                        | Toranlage      |              | 094 65565          | Baudenkmal     | BW |
| Pfarrgasse (Karte)                                                            | Kirche         | Sankt Georg  | 094 16938          | Baudenkmal     | Weitere Bilder |
| Pfarrgasse 1 (Karte)                                                          | Pfarrhof       |              | 094 65567          | Baudenkmal     | BW |

## Ehemalige Kulturdenkmale nach Ortsteilen
Die nachfolgenden Objekte waren ursprünglich ebenfalls denkmalgeschützt oder wurden in der Literatur als Kulturdenkmale geführt. Die Denkmale bestehen heute jedoch nicht mehr, ihre Unterschutzstellung wurde aufgehoben oder sie werden nicht mehr als Denkmale betrachtet. Mitunter sind Einzelobjekte aber noch immer Bestandteil eines geschützten Denkmalbereichs.

### Göhrendorf
| Lage                     | Bezeichnung | Beschreibung                                                                                                 | Erfassungs- nummer | Ausweisungsart | Bild |
| ------------------------ | ----------- | --- | ------------------ | -------------- | ---- |
| Friedenseiche 11 (Karte) | Bauernhof   | Bauernhof 2022 nach Verlust der Denkmaleigenschaft durch Baumaßnahmen aus dem Denkmalverzeichnis gestrichen. | 094 65573          | Baudenkmal     | BW   |

### Nemsdorf
| Lage                                                   | Bezeichnung | Beschreibung        | Erfassungs- nummer | Ausweisungsart | Bild |
| ------------------------------------------------------ | ----------- | ------------------- | ------------------ | -------------- | ---- |
| Bahnhofstraße am südwestlichen Rand des Dorfes (Karte) | Bahnhof     | Nemsdorf-Göhrendorf | 094 65560          |                | BW   |

## Legende
In den Spalten befinden sich folgende Informationen:
- Lage: Nennt den Straßennamen und wenn vorhanden die Hausnummer des Kulturdenkmals. Die Grundsortierung der Liste erfolgt nach dieser Adresse. Der Link „Karte“ führt zu verschiedenen Kartendarstellungen und nennt die geographischen Koordinaten.
Link zu einem Kartenansichtstool, um Koordinaten zu setzen. In der Kartenansicht sind Baudenkmale ohne Koordinaten mit einem roten bzw. orangen Marker dargestellt und können in der Karte gesetzt werden. Baudenkmale ohne Bild sind mit einem blauen bzw. roten Marker gekennzeichnet, Baudenkmale mit Bild mit einem grünen bzw. orangen Marker.
- Offizielle Bezeichnung: Nennt den Namen, die Bezeichnung oder zumindest die Art des Kulturdenkmals und verlinkt, soweit vorhanden, auf den Artikel zum Objekt.
- Beschreibung: Nennt bauliche und geschichtliche Einzelheiten des Kulturdenkmals, vorzugsweise die Denkmaleigenschaften.
- Erfassungsnummer: Für jedes Kulturdenkmal wird in Sachsen-Anhalt eine 20stellige Erfassungsnummer vergeben. Die letzten zwölf Ziffern werden für die Untergliederung nach Teilobjekten genutzt und werden nur angegeben, soweit vergeben. In dieser Spalte kann sich folgendes Icon  befinden, dies führt zu Angaben zu diesem Baudenkmal bei Wikidata.
- Ausweisungsart: Die Einordnung des Denkmales nach § 2 Abs. 2 DenkmSchG LSA
- Bild: Ein Bild des Denkmales, und gegebenenfalls einen Link zu weiteren Fotos des Kulturdenkmals im Medienarchiv Wikimedia Commons. Wenn man auf das Kamerasymbol klickt, können Fotos zu Kulturdenkmalen aus dieser Liste hochgeladen werden: